# Severin Freund
Severin Freund (Freyung, 1988. május 11. –) korábbi német síugró. A 2014-es téli olimpián aranyérmet szerzett a német síugró csapat tagjaként. Egyéniben 2015-ben világbajnokságot nyert, valamint ugyanezen a vb-n a vegyes csapat tagjaként is győzött.

## Pályafutása
A 2007–2008-as szezonban teljesítette első teljes világkupa szezonját, ahol összetettben a 68. helyen végzett. Első győzelmét a világkupában 2011. január 11-én szerezte Szapporóban, majd január 30-án újra győzött Willingenben. Ezt az évet a hetedik helyen zárta összetettben. A 2011-es északisí-világbajnokságon bronzérmet szerzett a német csapattal. A következő évben a norvégiai Vikersundban ezüstérmet nyert csapatban a sírepülő vb-n.
A 2012–2013-as világkupában épphogy lemaradt az összetett dobogóról, ami egy évvel később már összejött neki. A 2013-as északi-sí vb-n csapatban ezüstérmet, vegyes csapatban bronzérmet nyert, majd a 2014. évi téli olimpiai játékokon már aranyérmet szerzett a német csapattal. A 2014-es Harrachov-ban megrendezett sírepülő világbajnokságon megszerezte élete első egyéni aranyérmét. A 2014–2015-ös szezonban 9 győzelmet szerzett a világkupában, így megszerezte az összetett világkupa elsőséget, valamint a sírepülő versenyek összesítésében is második helyen végzett.
A 2015-ös Falun-ban megrendezett északsí-világbajnokságon két aranyérmet is nyert, az egyiket egyéniben a nagysáncon, a másikat a vegyes csapat tagjaként.  A következő világkupa szezonban a négysánc versenyek összetettjében, valamint a világkupa összetettben is második lett. Utolsó szezonjában (2016–2017) még egy versenyt nyert, de csak 21. lett év végén, majd visszavonult az aktív sporttól.

### Világkupa győzelmek
| No. | Szezon  | Dátum              | Helyszín                 | Sánc                      | Sáncméret    |
| --- | ------- | ------------------ | ------------------------ | ------------------------- | ------------ |
| 1   | 2010/11 | 2011. január 15.   | Szapporo                 | Ōkurayama HS134           | Nagysánc     |
| 2   | 2010/11 | 2011. január 30.   | Willingen                | Mühlenkopfschanze HS145   | Nagysánc     |
| 3   | 2012/13 | 2012. november 24. | Lillehammer              | Lysgårdsbakken HS100      | Normálsánc   |
| 4   | 2012/13 | 2012. december 1.  | Kuusamo                  | Rukatunturi HS142         | Nagysánc     |
| 5   | 2013/14 | 2013. december 8.  | Lillehammer              | Lysgårdsbakken HS138      | Nagysánc     |
| 6   | 2013/14 | 2014. február 26.  | Falun                    | Lugnet HS134              | Nagysánc     |
| 7   | 2013/14 | 2014. február 26.  | Lahti                    | Salpausselkä HS130        | Nagysánc     |
| 8   | 2013/14 | 2014. március 9.   | Oslo                     | Holmenkollbakken HS134    | Nagysánc     |
| 9   | 2013/14 | 2014. március 21.  | Planica                  | Bloudkova velikanka HS139 | Nagysánc     |
| 10  | 2014/15 | 2014. december 14. | Nizhny Tagil             | Tramplin Stork HS134      | Nagysánc     |
| 11  | 2014/15 | 2015. január 10.   | Tauplitz/Bad Mitterndorf | Kulm HS225                | Sírepülősánc |
| 12  | 2014/15 | 2015. február 1.   | Willingen                | Mühlenkopfschanze HS145   | Nagysánc     |
| 13  | 2014/15 | 2015. február 1.   | Titisee-Neustadt         | Hochfirstschanze HS142    | Nagysánc     |
| 14  | 2014/15 | 2015. február 15.  | Vikersund                | Vikersundbakken HS225     | Sírepülősánc |
| 15  | 2014/15 | 2015. március 10.  | Kuopio                   | Puijo HS100               | Normálsánc   |
| 16  | 2014/15 | 2015. március 12.  | Trondheim                | Granåsen HS140            | Nagysánc     |
| 17  | 2014/15 | 2015. március 14.  | Oslo                     | Holmenkollbakken HS134    | Nagysánc     |
| 18  | 2014/15 | 2015. március 15.  | Oslo                     | Holmenkollbakken HS134    | Nagysánc     |
| 19  | 2015/16 | 2015. december 5.  | Lillehammer              | Lysgårdsbakken HS100      | Normálsánc   |
| 20  | 2015/16 | 2015. december 13. | Nizhny Tagil             | Tramplin Stork HS134      | Nagysánc     |
| 21  | 2015/16 | 2015. december 29. | Oberstdorf               | Schattenbergschanze HS137 | Nagysánc     |
| 22  | 2016/17 | 2016. november 26. | Kuusamo/Ruka             | Rukatunturi HS142         | Nagysánc     |